# South Connellsville, Pennsylvania
South Connellsville là một thị trấn thuộc quận Fayette, tiểu bang Pennsylvania, Hoa Kỳ. Năm 2010, dân số của thị trấn này là 1970 người.